# Maja Maranow

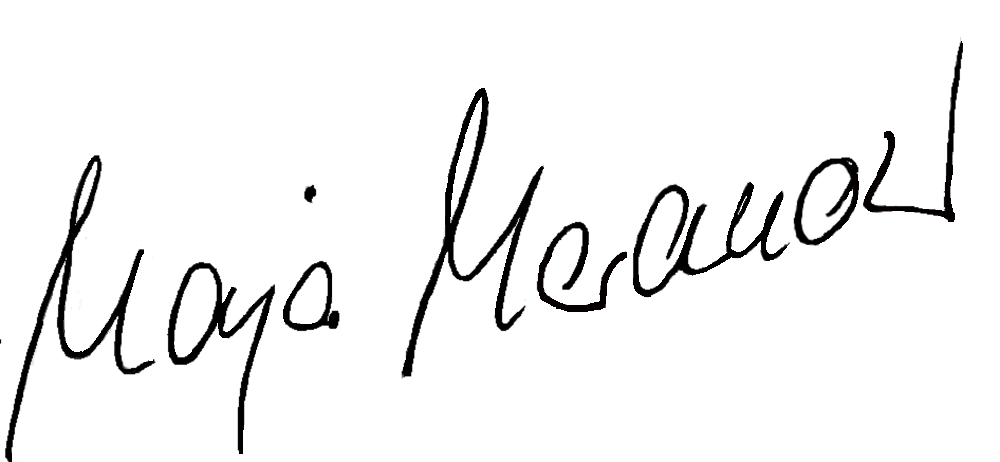
Autogramm Maja Maranow

Maja Maranow (* 20. März 1961 in Nienburg/Weser; † 4. Januar 2016 in Berlin) war eine deutsche Schauspielerin.

## Leben

### Herkunft, Ausbildung und Theater
Maja Maranow wurde im März 1961 im niedersächsischen Nienburg/Weser als Tochter eines Architekten geboren. Nach der frühen Scheidung der Eltern – Maranow war damals zwei Jahre alt – wuchs sie bei ihrer Mutter und ihrer Großmutter auf. Bereits während ihrer Schulzeit entwickelte Maranow das Interesse am Schauspiel. Sie spielte im Schultheater, wo sie erstmals mit ihrem schauspielerischen Können positiv auffiel. Ihre Schauspielausbildung erhielt sie von 1978 bis 1981 an der Schauspielschule Bühnenstudio in Hamburg. Daneben wurde sie von der Schauspiellehrerin Annemarie Marks-Rocke in den Fächern Schauspiel und Musical unterrichtet. Anschließend wurde Maranow von den Städtischen Bühnen in Lübeck engagiert, wo sie in der Spielzeit 1981/82 in Ich steig aus und mach' ne eigne Show zu sehen war. Danach kehrte sie zurück nach Hamburg an das Thalia Theater, wo sie unter anderem in dem Theaterstück Ein interessanter Tag wirkte.

### Film und Fernsehen
1983 gab Maja Maranow im Alter von 22 Jahren unter der Regie von Ulrich Stein in dem Spielfilm Tage im Hotel als junge Sarah Lenhart ihr Filmdebüt. Danach sah man sie in der Kriminalfilm-Fernsehreihe Tatort, wo sie in der Folge Täter und Opfer (Erstausstrahlung: Mai 1984) als Sanapharmmitarbeiterin Ute Bernett, die zum Vergewaltigungsopfer wurde und Monate später nach der Ermordung ihres Vergewaltigers unter Mordverdacht steht, zu sehen war. Schließlich übernahm sie in der Folgezeit weitere Rollen im Tatort. In der vom Bayerischen Rundfunk produzierten Folge Programmiert auf Mord (Erstausstrahlung: Dezember 1988), dem ersten Fall von Kommissar Otto Brandenburg (Horst Bollmann), übernahm sie die Rolle der Steffi Neuhaus, die von ihrem ehemaligen Firmenkollegen Struwe (Marcus Bluhm) erdrosselt wird, nachdem sie ihn an der Stimme erkannt hat. Im letzten Schimanski-Tatort Der Fall Schimanski (Erstausstrahlung: Dezember 1991) spielte sie die Frau des Staatssekretärs Zech (Alexander Radszun), Nora Zech, die unter dem falschen Namen „Corinna“ auf einem Campingplatz an der Ruhr die Sympathie von Kommissar Schimanski erregt und mit ihm ein Schäferstündchen verbringt, das für Schimanski später einen Bestechlichkeits- und sogar Mordvorwurf nach sich zieht. Zuletzt verkörperte sie im Bremer-Tatort Die Liebe der Schlachter (Erstausstrahlung: November 2003) des Ermittlerduos Lürsen und Stedefreund die Metzgermeisterin Lisa Pietsch, die herausfindet, dass ihr Mann Hans (Hannes Jaenicke) seit fünf Monaten ein Verhältnis mit einer anderen Frau hat. Als sie diese zur Rede stellen will, kommt es bei einem Handgemenge zu einem tödlichen Sturz der Geliebten ihres Mannes.
Ihren Durchbruch als Fernsehschauspielerin hatte Maranow 1989 in der elfteiligen ZDF-Serie Rivalen der Rennbahn als schöne, intrigante Millionärsgattin Sylvia Gruber, die eine Affäre mit dem Ex-Jockey und Pferderennstallleiter Christian Adler (Thomas Fritsch) eingeht. Sie selbst erinnere sich – laut eigener Aussage – nicht gerne an diese Rolle zurück. Von 1989 bis 1991 war sie als Sekretärin Anette in 21 Folgen neben Stefan Fleming und Paul Hubschmid in Marco Serafinis Fernsehserie Jolly Joker zu sehen. Eine weitere durchgehende Serienrolle hatte Maranow von 1992 bis 1993 an der Seite von Uwe Friedrichsen und Andreas Schmidt-Schaller als Barbara Fabian in der Fernsehserie Oppen und Ehrlich. Daneben wirkte sie auch in vielen weiteren Fernsehserien wie beispielsweise Ein Fall für zwei (1984), SOKO München (1986/1991), Derrick (1991), Der Alte (1999/2006) und Siska (2002) mit.
Von März 1994 bis Januar 2016 war Maja Maranow durchgehend (bis auf eine Folge 2013) in insgesamt 63 Folgen der ZDF-Krimireihe Ein starkes Team zu sehen, in der sie neben Florian Martens als Kriminalhauptkommissarin Verena Berthold die weibliche Hauptrolle übernahm. 1999 erhielt sie gemeinsam mit Florian Martens für ihre Darstellung in der Folge Ein starkes Team: Braunauge den Goldenen Gong. Am 24. August 2015 wurde bekanntgegeben, dass sie aus der Serie ausscheidet und sich künftig verstärkt Einzelfilmen widmen wolle. Die letzte abgedrehte (64.) Folge mit Maja Maranow wurde am 9. Januar 2016 posthum unter dem Folgentitel Geplatzte Träume ausgestrahlt und war mit 8,18 Millionen Zuschauern der Quotensieger des Tages. Die Dreharbeiten ihrer ursprünglich letzten Folge als Verena Berthold mit dem Arbeitstitel Berliner Häuser wurden aus gesundheitlichen Gründen Maranows abgebrochen.
In dem Fernsehkrimi Donna Leon – Vendetta (Erstausstrahlung: Oktober 2000), dem Auftaktfilm der Donna-Leon-Verfilmungen, spielte sie die Reisebüroleiterin Regina Ceroni, die sich des Doppelmords an dem Anwalt Carlo Trevisan und eines Steuerberaters aus Padua bekennt, weil sie einst durch Menschenhandel nach Venedig gekommen war. Im Polizeiruf 110: Vom Himmel gefallen (Erstausstrahlung: August 2002) war sie die Nachtclub-Besitzerin Johanna „Jo“ Clausen. Bei dem Pilotfilm der ZDF-Krimireihe Kommissarin Lucas, Die blaue Blume (Erstausstrahlung: März 2003), war sie an der Seite von Alexander Held als Ingrid Kürten, deren fünfjährige Tochter zunächst vermisst und später tot aufgefunden wird, zu sehen. Im sechsten Fall der ZDF-Krimireihe Nachtschicht, Blutige Stadt (Erstausstrahlung: Januar 2009), spielte sie an der Seite von Uwe Kockisch die Ramona Neumann. Ein weiteres Mal sah man sie bei dem dreizehnten Fall der Krimireihe in der Episode Der letzte Job (Erstausstrahlung: Februar 2016), wo sie mit der Rolle der zwielichtigen Flüchtlingsheimleiterin Olga König ihre letzte Fernsehrolle übernahm.
Mehrfach besetzte Dieter Wedel Maja Maranow in seinen Mehrteilern. In dem fünfteiligen Fernsehthriller Der Schattenmann (1996) übernahm sie die Rolle der Sängerin und Nachtclubbesitzerin Michelle Berger. Es folgten 1998 mit dem sechsteiligen Fernsehdrama Der König von St. Pauli, wo sie die Prostituierte Mizzi spielte, sowie mit der achtteiligen Sat.1-Fernsehserie Die Unbestechliche, in der sie neben ihrem Schauspielkollegen Florian Martens die Titelrolle der alleinerziehenden Gerichtsreporterin Sylvia Brant übernahm, erneute Zusammenarbeiten mit Dieter Wedel als Regisseur und Produzent. 2002 war sie nochmals unter seiner Regie in der sechsteiligen Fernsehserie Die Affäre Semmeling in einer Nebenrolle als Reporterin Katja Aschberg zu sehen.
Wiederholt arbeitete sie auch mit dem Regisseur Matti Geschonneck zusammen, der sie meist als Charakterdarstellerin in Hauptrollen besetzte. In dem Thriller Späte Rache war sie als Heide Klenz, die Ehefrau des Chefarztes Michael Klenz (Peer Jäger), zu sehen. In dem Filmdrama Liebe Schwester (Erstausstrahlung: Oktober 2003) verkörperte Maranow die erfolgreiche Anwältin Lea Spielhagen, die nach der tödlichen Brustkrebserkrankung ihrer Schwester Judith Wlassek (Anja Kling) zu einem neuen Wertesystem findet. In dem Melodram Liebe nach dem Tod (Erstausstrahlung: Februar 2006) spielte sie Greta Bücking, die wie Paul Markwart (August Zirner) nach dem plötzlichen Tod der jeweiligen Ehepartner erkennen muss, dass Ehemann Lutz (Götz Schubert) eine Affäre mit Markwarts Frau Karin (Franziska Stavjanik) hatte. In Zeit zu leben (Erstausstrahlung: April 2008) übernahm sie die Hauptrolle der Meeresbiologin Annabelle Kohut, deren Vater (unheilbar an Krebs erkrankt) als auch deren Mutter (bevorstehende Beinamputation) beschlossen haben, in Holland ihrem Leben ein Ende zu setzen.  In dem Kriminalfilm Hinter blinden Fenstern (Erstausstrahlung: Februar 2010), der frei auf dem gleichnamigen Roman von Friedrich Ani basiert, war sie als SM-Clubbesitzerin Clarissa Weberknecht zu sehen, deren Lebensgefährtin, die Prostituierte Dinah Schmidt (Bernadette Heerwagen), im Olympiapark erstochen wird. In Eine Frau verschwindet (Erstausstrahlung: Oktober 2012) spielte sie die an Alzheimer erkrankte Simone van Leeuwen, die Ehefrau des Kommissars Bruno van Leeuwen (Peter Haber).
Daneben arbeitete sie auch mit anderen namhaften Regisseuren zusammen und wirkte in weiteren verschiedenen Film- und Fernsehproduktionen. Unter der Regie von Dietmar Klein stand sie in Südafrika und in Berlin für den zweiteiligen Fernsehfilm Das Glück am anderen Ende der Welt (Erstausstrahlung: April 2007) an der Seite von Heiner Lauterbach als Hanna Westphal, einer erfolgreichen Managerin bei einem großen Berliner Molkereiunternehmen, vor der Kamera. In Dror Zahavis Filmbiografie Mein Leben – Marcel Reich-Ranicki  (Erstausstrahlung: April 2009) war Maranow als Helene Reich in der Rolle der Mutter des deutsch-polnischen Autoren Marcel Reich-Ranicki (Matthias Schweighöfer) zu sehen. Johannes Grieser besetzte sie für den Psychothriller Mord in bester Familie (Erstausstrahlung: März 2011) als Manuela Lorentz, die gemeinsam mit ihrem Lebensgefährten Jens Mattern (Max Herbrechter) das familiäre Sägewerk von ihrem Vater (Otto Mellies) übernehmen soll. In Dominik Grafs historischem Liebesdrama Die geliebten Schwestern übernahm Maranow als Charlotte von Stein die Rolle der Patentante von Charlotte von Lengefeld (Henriette Confurius).
Maja Maranow betätigte sich daneben als Sprecherin von Hörbüchern und Hörspielen. Sie sprach unter anderem das im März 2008 erschienene Hörbuch zu Sizilien und Palermo. Eine literarische Einladung ein. Am 22. September 2008 wurde ein weiteres von ihr eingelesenes Hörbuch im Verlag C. H. BECK zu Lektionen der Stille. Klassische Zen-Texte. Wenn Du jenseits von Liebe und Hass bist, ist alles so klar wie das helle Tageslicht, das von klassischen Zen-Meistern handelt, veröffentlicht.

### Privates

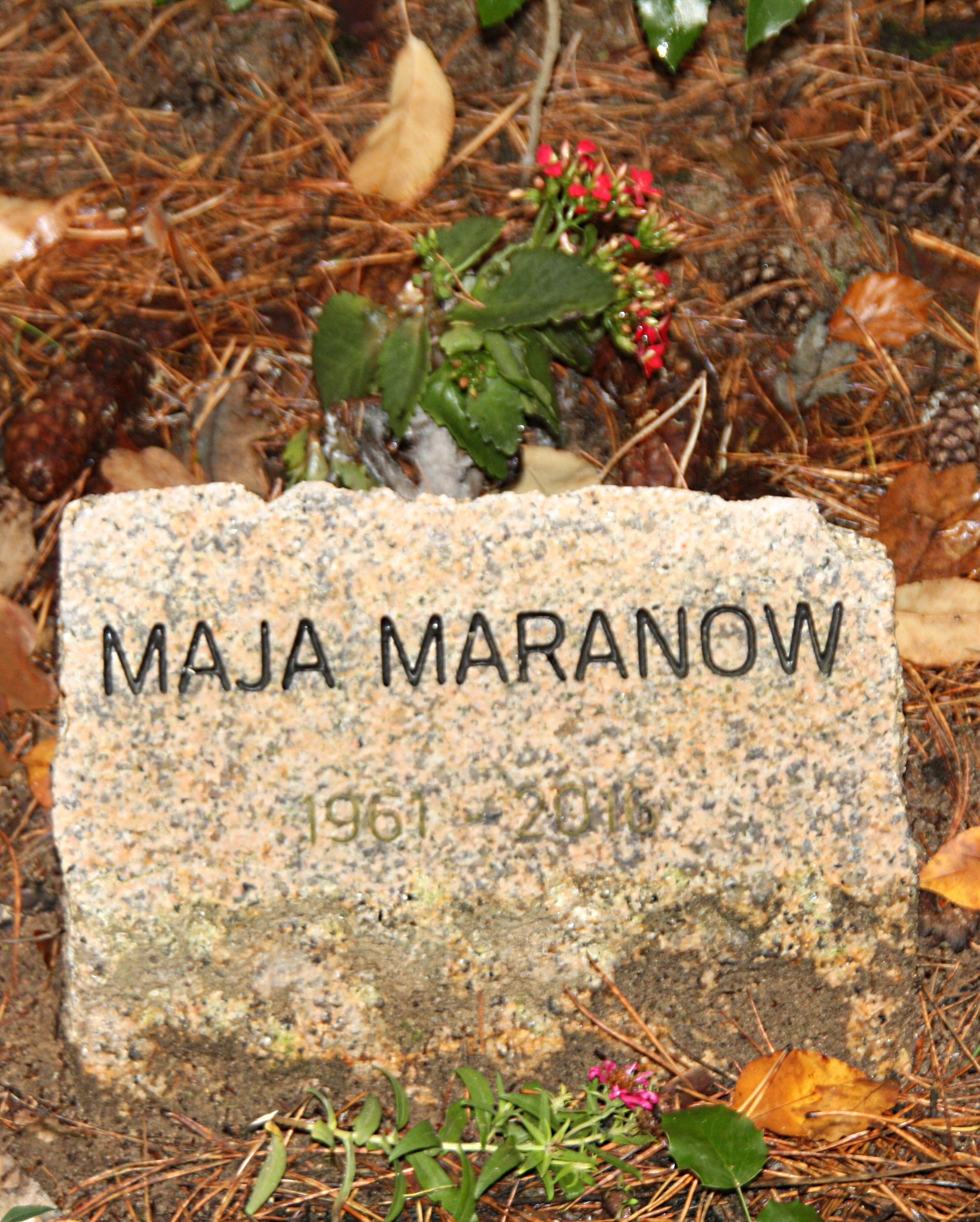
Grabstein auf dem Südwestkirchhof Stahnsdorf

Maja Maranow war ab Ende der 1980er-Jahre mit Zacharias Preen, den sie bei den Dreharbeiten von Rivalen der Rennbahn kennengelernt hatte, liiert. Mitte der 1990er-Jahre lebte sie zwei Jahre lang mit ihrem Schauspielkollegen Florian Martens zusammen. Danach war sie mehrere Jahre mit dem Schauspieler Christian Redl liiert. Zudem hatte sie eine kurzzeitige Beziehung mit ihrem Kollegen Andreas Schmidt-Schaller.
Anfang 2013 plante Maranow eine längere USA-Reise, die mit den Dreharbeiten für Ein starkes Team: Die Frau des Freundes kollidierte. Noch im selben Jahr wurde bei Maja Maranow Brustkrebs diagnostiziert, der später Metastasen bildete. Sie war bis Mitte Dezember 2015 in der Charité in Berlin-Mitte in Behandlung. Am 4. Januar 2016 erlag sie im Alter von 54 Jahren ihrem Krebsleiden. Ihr Grab befindet sich auf dem Südwestkirchhof Stahnsdorf, südwestlich von Berlin.
Maja Maranow, die ihr Privatleben weitgehend vor der Öffentlichkeit abschirmte, lebte zuletzt in Berlin-Charlottenburg.

## Filmografie (Auswahl)
- 1983: Tage im Hotel
- 1984: Rummelplatzgeschichten (Fernsehserie, Folge Maxe)
- 1984: Ein Fall für zwei (Fernsehserie, Folge Die verlorene Nacht)
- 1984: Tatort: Täter und Opfer (Fernsehreihe)
- 1985, 1993: Der Fahnder (Fernsehserie, verschiedene Rollen, 2 Folgen)
- 1985: André schafft sie alle
- 1985: In den Krallen des Syndikats
- 1985: Der Hochzeitstag (Fernsehfilm)
- 1986, 1991: SOKO München (Fernsehserie, verschiedene Rollen, 2 Folgen)
- 1987: Die Insel (Fernsehserie, 6 Folgen)
- 1988: Ein ungleiches Paar (Fernsehfilm)
- 1988: Tatort: Programmiert auf Mord
- 1989: Peter Strohm (Fernsehserie, Folge Tod eines Freundes)
- 1989: Rivalen der Rennbahn (Fernsehserie, 11 Folgen)
- 1989: Europa, abends
- 1989–1991: Jolly Joker (Fernsehserie, 21 Folgen)
- 1990: Der neue Mann (Fernsehfilm)
- 1991: Ex und hopp – Ein böses Spiel um Liebe, Geld und Bier (Fernsehfilm)
- 1991: Derrick (Fernsehserie, Folge Offener Fall)
- 1991: Tatort: Der Fall Schimanski
- 1991: Daedalus
- 1992–1993: Oppen und Ehrlich
- 1992: Sie und Er (Fernsehfilm)
- 1992: Der nächtliche Besucher
- 1993: Kein perfekter Mann (Fernsehfilm)
- 1993: Mord in der Toskana (Delitti privati, Fernsehvierteiler, 3 Folgen)
- 1993: Engel ohne Flügel
- 1993: Hecht & Haie (Fernsehserie, zwei Folgen)
- 1993: Cluedo – Das Mörderspiel (Fernsehserie, Folge Der letzte Kuss)
- 1994: Nicht nur der Liebe wegen (Fernsehfilm)
- 1994–2016: Ein starkes Team (Fernsehreihe) → siehe Besetzung
- 1995: Glück auf Raten (Fernsehfilm)
- 1995: Man(n) sucht Frau (Fernsehfilm)
- 1996: Der Schattenmann (Fernsehfünfteiler, 4 Folgen)
- 1996: Natascha – Wettlauf mit dem Tod (Fernsehfilm)
- 1996: Tödliche Schwesternliebe (Fernsehfilm)
- 1997: Der Kindermord (Fernsehfilm)
- 1997: Liebling Kreuzberg (Fernsehserie, Folge Der Verbieter)
- 1998: Der König von St. Pauli (Fernsehsechsteiler)
- 1998: Die Unbestechliche (Fernsehreihe) → siehe Episoden
- 1999; 2006: Der Alte (Fernsehserie, verschiedene Rollen, 2 Folgen)
- 2000: Auf eigene Gefahr (Fernsehserie, Folge Bis dass der Tod...)
- 2000: Donna Leon – Vendetta (Fernsehreihe)
- 2001: Späte Rache (Fernsehfilm)
- 2001: Denninger – Der Mann mit den zwei Gesichtern (Fernsehfilm)
- 2002: Siska (Fernsehserie, Folge Der Mann im Garten)
- 2002: Die Affäre Semmeling (Fernsehsechsteiler)
- 2002: Polizeiruf 110: Vom Himmel gefallen (Fernsehreihe)
- 2002: Liebe Schwester (Fernsehfilm)
- 2003: Kommissarin Lucas – Die blaue Blume (Fernsehreihe)
- 2003: Tatort: Die Liebe der Schlachter
- 2005: Liebe nach dem Tod (Fernsehfilm)
- 2006: Die Kinder der Flucht (Fernsehfilm in drei Teilen)
- 2006: SOKO Leipzig (Fernsehserie, Folge Flucht aus Santo Domingo)
- 2007: Das Glück am anderen Ende der Welt (Fernsehfilm in zwei Teilen)
- 2007: Zeit zu leben (Fernsehfilm)
- 2008: Lutter – Blutsbande (Fernsehreihe)
- 2009: Nachtschicht – Blutige Stadt (Fernsehreihe)
- 2009: Mein Leben – Marcel Reich-Ranicki
- 2009: Hinter blinden Fenstern (Fernsehfilm)
- 2011: Mord in bester Familie (Fernsehfilm)
- 2012: Der Staatsanwalt (Fernsehserie, Folge Die Toten im Weinberg)
- 2012: Eine Frau verschwindet – Van Leeuwens erster Fall (Fernsehreihe)
- 2014: Die geliebten Schwestern
- 2015: Der Pfarrer und das Mädchen (Fernsehfilm)
- 2016: Nachtschicht – Der letzte Job

## Hörspiele und Hörbücher (Auswahl)
- 1982: Theo Köppen: Die Wirklichkeit wird geschlachtet (NDR-Hörspiel; als Hure) – Regie: Peter Buchholz[40]
- 2008: Lektionen der Stille. Klassische Zen-Texte. Wenn Du jenseits von Liebe und Hass bist, ist alles so klar wie das helle Tageslicht Hörbuch von Helwig Schmidt-Glintzer/Wolfgang Stockmann. Verlag C. H. BECK, ISBN 978-3-406-57882-3.
- 2008: Sizilien und Palermo. Eine literarische Einladung Hörbuch von Katharina Bürgi/Wolfgang Stockmann. Verlag Klaus Wagenbach, ISBN 978-3-89813-747-8.

## Auszeichnungen
- 1999: Goldener Gong zusammen mit Florian Martens für ihre Darstellungen in Ein starkes Team: Braunauge